# もう二度と…
「もう二度と…」（もうにどと…）は、BENIのユニバーサルミュージック移籍第1弾シングル。通算9枚目のシングルである。

## 概要
- 前作から約1年9か月ぶりとなった。
- 童子-Tの13枚目のシングル「もう一度… feat.BENI」のアンサーソング。
- 毎日放送「Hz」エンディングテーマ。

## 収録曲
1. もう二度と…
作詞：BENI・童子-T／作曲：童子-T・Shingo.S／編曲：Shingo.S／弦編曲：弦一徹
  - 毎日放送「Hz」エンディングテーマ。
2. STAY
作詞：BENI・藤林聖子／作曲・編曲：今井大介
3. もう二度と… (Instrumental)
4. STAY (Instrumental)